# Julien Sapori
 (mars 2023).
Julien Sapori, né en 1953 à Trieste (aujourd'hui en Italie), est un historien, ancien commissaire de police français. 

## Biographie
Julien (Giuliano) Sapori est né dans la ville de Trieste (à l'époque dans le territoire libre de Trieste, sous administration anglo-américaine), son père étant serveur de restaurant et sa mère institutrice. Son frère, Emiliano Sapori (1949-2020) a été officier de carrière dans la Marina Militare italienne, débutant dans les sous-marins et terminant sa carrière avec le grade de contrammiraglio.
Il commence ses études primaires à Trieste, avant de suivre ses parents qui partent vivre à Peschiera del Garda. Il obtient son diplôme d'instituteur (équivalent au baccalauréat français) à Vérone puis, s'étant marié avec une française, s'établit en Bretagne, acquiert la nationalité française et suit les cours de la faculté de droit de Rennes obtenant la licence, la maîtrise et le DEA. Il devient assistant de droit constitutionnel avant d'être reçu en 1987 au concours de commissaire de police. Il exerce ses fonctions à la Police Judiciaire de Paris, puis à la Direction Centrale de la Sécurité Publique, terminant sa carrière comme Directeur Départemental de la Sécurité Publique de la Manche. Il est à la retraite depuis août 2017 et il vit à Valognes dans la Manche.  
Ses travaux portent essentiellement sur l'histoire de la police et de la justice en France aux XVIIIe, XIXe et XXe siècles, sur l'histoire de l'Italie sur l'histoire locale de Picardie et sur l'écrivain Jules Barbey d'Aurevilly. 

## Publications

### Essais historiques
- L'exil et la mort de Joseph Fouché, préface de Michel Kerautret, éd. Anovi, 2007.
- Les troupes italiennes en France pendant la Première Guerre mondiale, préface de Denis Rolland, éd. Anovi, 2008.
- Le soupçon - 1928 : l'affaire Pavan-Savorelli, fascistes et antifascistes en France, préface d'Eric Vial, éd. Mens Sana, 2011.
- Crimes et châtiments en Picardie sous l'Ancien Régime, préface de Pierre Joxe, éd. Mens Sana, 2012.
- Il était une fois l'Italie de Mussolini - petites et grandes histoires d'un pays disparu, préface d'Eric Vial, éd. Anovi, 2015.
- Marcher ou mourir - les troupes italiennes en Russie 1941/1943, éd. Sutton, 2018.
- Dictionnaire Fouché (collectif) ; direction, introduction et rédaction de notices, éd. Sutton, 2019.
- L'autre armistice. Villa Giusti, 3 novembre 1918, l'armistice entre l'Italie et l'Autriche-Hongrie, préface d'Eric Vial, post-face de Jacques Bernet, éd. Sutton, 2019.
- Coulé deux fois ! L'histoire tragique du sous-marin britannique Thétis/Thunderbolt, éd. Lamarque, 2020.
- Le dernier jour d'un condamné, roman de Victor Hugo : préface, postface et commentaires, éd. Lamarque, 2020.
- Le Rideau cramoisi, nouvelle de Jules Barbey d'Aurevilly : préface, postface et commentaires, éd. Lamarque, 2022.
- D'un lac l'autre - les 600 derniers jours de Mussolini, éd. Lamarque, 2022.
- Au secours...La police est malade!, éd. Lamarque, 2022.
- Barbey d'Aurevilly et l'Italie : une absence pleine de sens, éd. Lamarque, 2022.
- Winckelmann et ses assassins - être ou ne pas être homosexuel au siècle des Lumières, éd. Lamarque, 2024.
- Hemingway et la guerre - entre Normandie et Vénétie, un adieu aux armes, des adieux à la vie, éd. in octavo, 2025.

### Roman
- Le Silence de Dieu – une enquête sur le Saint-Suaire de Turin, Paris-Méditerranée, 2003.

### Articles d'histoire
- « Les sages-femmes à Hautefontaine au XVIIIe siècle », Annales historiques compiègnoises, nos 77-78,‎ 1999.
- « L'œuvre de Dieu, la part du diable – une enquête pour avortement et recel de grossesse à Compiègne en 1770 », Annales historiques compiègnoises, nos 79-80,‎ 2000.
- « Saint-Marc Girardin, portrait d'un notable du XIXe siècle », Mémoires de la fédération des sociétés d'histoire et d'archéologie de l'Aisne, t. XLV,‎ 2000.
- « Oderint, dum metuant – les rébellions contre les agents de la force publique à la fin du XVIIIe siècle à Compiègne », Annales historiques compiègnoises, nos 81-82,‎ 2001.
- « La démographie de Hautefontaine au XVIIIe siècle », Annales historiques compiègnoises, nos 83-84,‎ 2001.
- « Suzanne Giroud, une libertine à Hautefontaine », Annales historiques compiègnoises, nos 83-84,‎ 2001.
- « Qu'est devenue la bibliothèque de l'archevêque Dillon ? », Annales historiques compiègnoises, nos 83-84,‎ 2001.
- « Nicolas Quinette – biographie d'un révolutionnaire soissonnais devenu assez célèbre en des heures peu glorieuses », Mémoires de la fédération des sociétés d'histoire et d'archéologie de l'Aisne, t. XLVII,‎ 2002.
- « Les désordres conjugaux – une enquête pour violences conjugales et meurtre à Couloisy en 1729 », Mémoires du Soissonnais,‎ 2002.
- « Le droit de havage du bourreau de Compiègne à la fin du XVIIIe siècle », Annales historiques compiègnoises, nos 87-88,‎ 2002.
- « La guerre des farines de 1775 dans le soissonnais », Mémoires de la fédération des sociétés d'histoire et d'archéologie de l'Aisne,‎ 2003.
- « Police, justice et médiation à Hautefontaine au XVIIIe siècle », Annales historiques compiègnoises, nos 93-94,‎ 2004.
- « Justice, sécurité et médiation dans une seigneurie de soissonnais au XVIIIe siècle », Revue de la Gendarmerie nationale, nos 210-211,‎ 2004.
- « Sur les pas de Fouché en exil », Revue de la Gendarmerie nationale, no 214,‎ 2005.
- « Un épisode de la guerre des farines de 1775 : les émeutes de Beaumont-sur-Oise », Revue de la Gendarmerie nationale, nos 216-217,‎ 2005.
- « Le cas Silone : le romancier antifasciste était-il un indic ? », L'Histoire, no 307,‎ mars 2006.
- « La dernière étape de l'exil de Fouché », Tribune du commissaire, no 102,‎ juillet 2006.
- « Le risque de la confession – à la différence de Grass, l'Italien Ignazio Silone a choisi de cacher toute sa vie son passé », Libération,‎ 28 août 2006.
- « Le respect du dimanche et des jours de fêtes sous l'Ancien Régime », Revue de la Gendarmerie nationale, no 220,‎ 2006.
- « La guerre des farines de 1775 », Tribune du commissaire, no 103,‎ décembre 2006.
- « Il y a 150 ans, la mort de Vidocq », Tribune du commissaire, no 105,‎ juin 2007.
- « L'exil et la mort de Joseph Fouché », Revue de l'Institut Napoléon, no 197,‎ 2008, II°.[Quoi ?]
- « L'archevêque Arthur Richard Dillon à Hautefontaine », Bulletin de la Commission archéologique et littéraire de Narbonne, numéro spécial, t. 51,‎ année 2008.
- « Les T.A.I.F. "Truppe Ausiliarie Italiane in Francia" : guerriers ou terrassiers ? », 14-18 le magazine de la Grande Guerre, no 46,‎ août 2009.
- « Le bourreau et sa cuillère », Revue de la Gendarmerie nationale, no 233,‎ 2009.
- « Les troupes italiennes en Extrême-Orient », 14-18 le magazine de la Grande Guerre, no 56,‎ février 2012.
- « Italie, 21 novembre 1945 : Le massacre de Villarbasse, Actualité d'un crime archaïque », Tribune du Commissaire, no 127,‎ juin 2013.
- « Les soldats irrédentistes : traîtres à l'Autriche ou héros italiens ? », 14 18 le magazine de la Grande Guerre, no 68,‎ mars 2015.
- « Les débuts de la guerre dans l'Adriatique - 24 mai 1915 », 14 18 le magazine de la Grande Guerre, no 70,‎ août 2015.
- « L'odyssée d'Albert François de Moré, comte de Pontgibaud, devenu en émigration le sieur Joseph Labrosse, négociant », Publication trimestrielle du Cercle généalogique et héraldique de l'Auvergne et du Velay, no 153,‎ août 2015.
- « Mémoires d'un soldat de la République et du 1er Empire », Mémoire du Soissonnais, t. 6,‎ octobre 2017.
- « Les troupes italiennes en France en 1918 - de l'amertume à l'oubli », 14 18 le magazine de la Grande Guerre, no 80,‎ février 2018.
- « L'armistice entre l'Italie et l'Autriche-Hongrie », 14 18 le magazine de la Grande Guerre, no 83,‎ janvier 2019.
- « La bataille de Lissa. Défaite honteuse pour l'Italie, victoire inutile pour l'Autriche-Hongrie », LOS !, no 51,‎ août-septembre 2020.
- « Le barrage du canal d'Otrante. Un limes sur la mer », LOS !, no 54,‎ mars-avril 2021.
- Les Troupes italiennes en Palestine pendant la Grande Guerre, Magazine 14-18, n° 99, novembre 2022.

### Blogs
- De nombreux articles dans le blog actu-juridique.fr.
- De nombreux articles dans le blog josephfoucheetsontemps.com.
- De nombreux articles dans le blog blogjulesbarbeydaurevilly.eklablog.com